# Assumption Parish
Assumption Parish is een parish in de Amerikaanse staat Louisiana.
De parish heeft een landoppervlakte van 877 km² en telt 23.388 inwoners (volkstelling 2000). De hoofdplaats is Napoleonville. Ze grenst in het westen aan St. Mary Parish, St. Martin Parish en Iberia Parish, in het noorden aan Iberville Parish, en Ascension Parish, in het oosten aan St. James Parish en Lafourche Parish en in het zuiden aan Terrebonne Parish. Het is een van de 22 parishes die samen Acadiana of Cajun Country vormen.

## Bevolkingsontwikkeling

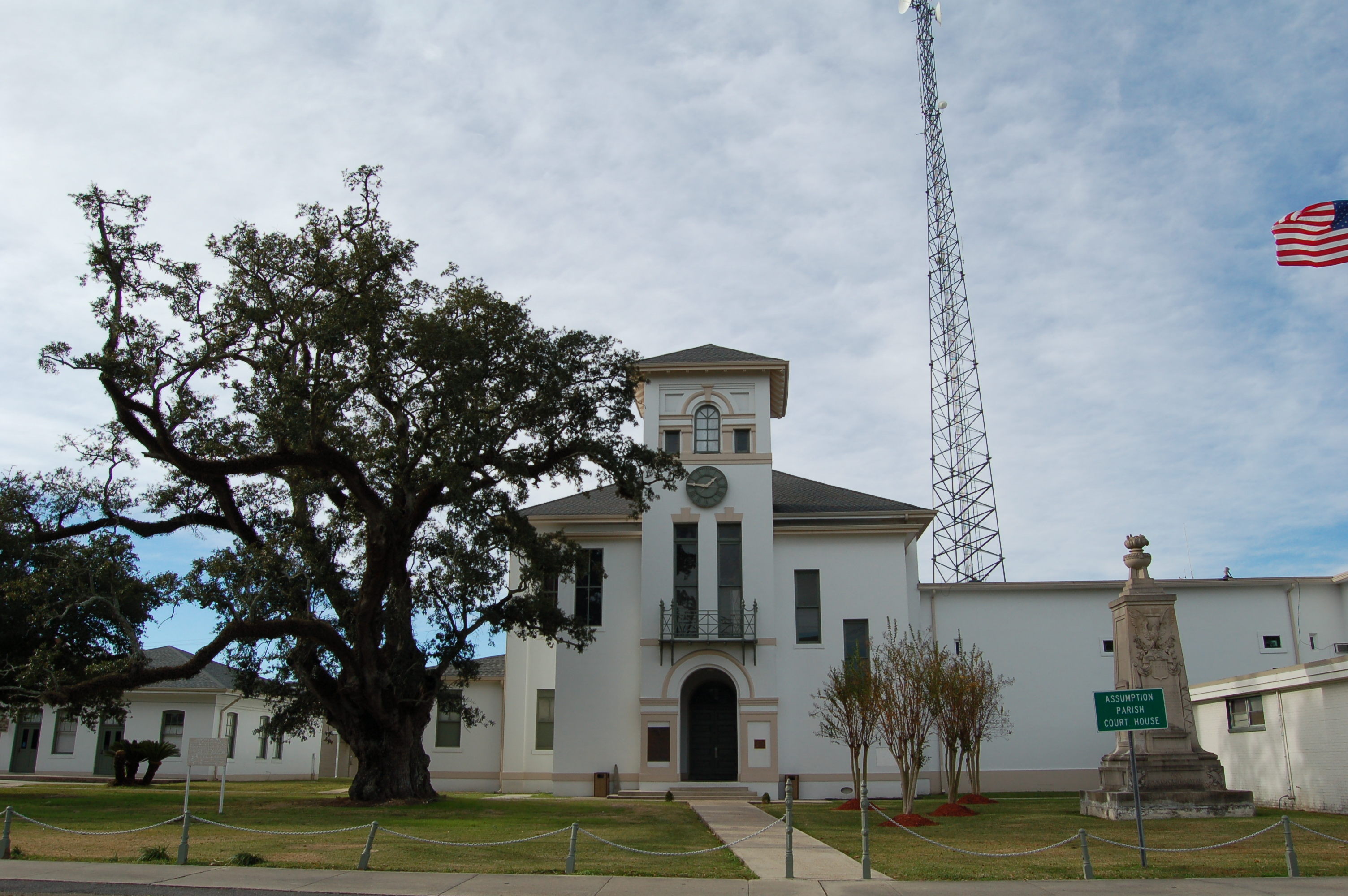
Assumption Parish Courthouse
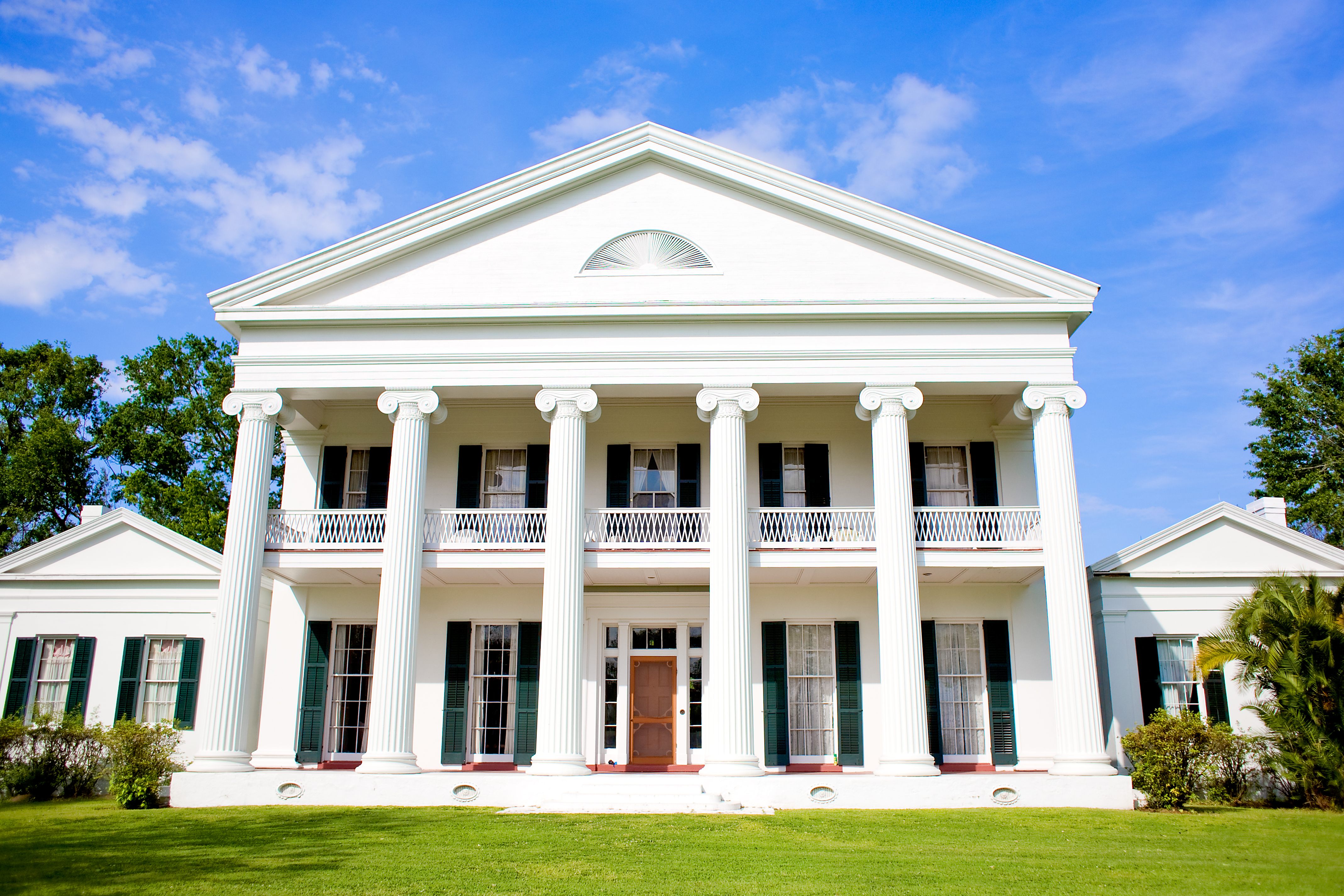
Madewood house